# مقلاع

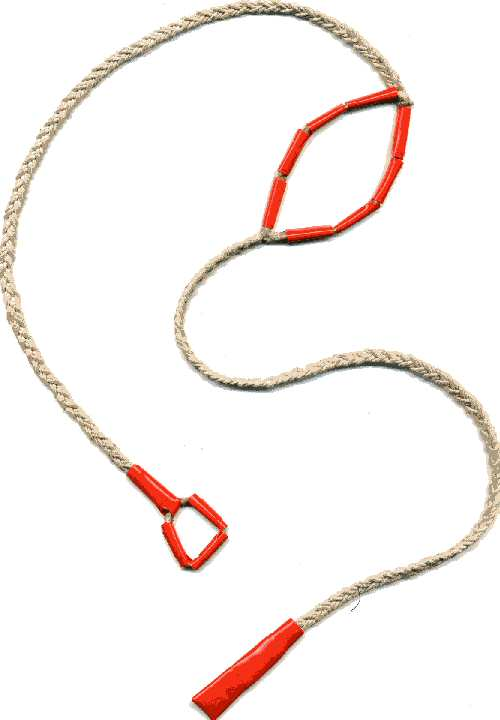
مقلاع منزلي الصنع.

المِقْلَاع (الجمع: مَقَالِيْع، مِقْلَاعَات) أو المِحْذَفَة (من حَذَفَ بالعَصَا: رَمَاهُ بها) هي سلاح مقذوفات يُستخدم عادةً لرمي قذيفة صلبة مثل حجر أو «كرة مقذوفة» من الرصاص. عُرفت بتسمية المِخْذَفَةُ في قواميس اللغة العربية القديمة والحديثة مثل لسان العرب والمعجم الوسيط ومعجم الرائد.
للمحذفة مهد صغير أو جراب بين حبلين. ويُوضع حجر المقلاع في الجراب. تُوضع السبابة خلال الحلقة، وللحبل الآخر لسان يوضع بين الإبهام والسبابة. وتتم أرجحة المقلاع وبحركة سريعة للمعصم، يُحرر اللسان في اللحظة المناسبة. ويعمل هذا على تحرير المقذوف ليطير نحو الهدف. وتتحقق فاعلية المقلاع بتمديد طول ذراع الشخص بشكل كبير، مما يسمح برمي الأحجار إلى مسافات أبعد بكثير مما يكون عليه الحال في حالة رميها باليد.
يكون المقلاع غير مكلف للغاية وسهل الصنع. وقد استُخدم تاريخيًا في صيد الطرائد وفي القتال وقد استخدمه نبي الله داود - عليه السلام - عندما تقدم في أول الجيش لمحاربة جالوت وقتله من أول ضربة بالمقلاع. توجد مواد فيلمية لمقاتلي الحرب الأهلية الإسبانية أثناء استخدامهم المقاليع لرمي القنابل اليدوية من فوق المباني إلى مواقع العدو في الشارع المقابل.[بحاجة لمصدر] أما الآن فالمقلاع يجذب اهتمام الرياضيين كأداة للنجاة ولكونها سلاحا مرتجلا.[بحاجة لمصدر]

## المقلاع شيء أثري

### الأصول
المقلاع سلاح قديم. من المؤكد أن المقاليع كانت معروفة لشعوب العصر الحجري الحديث حول منطقة المتوسط، ولكن يبدو أن الرافعة أقدم من ذلك بكثير. من المُحتمل أن يكون قد تم اختراع الرافعة أثناء العصر الحجري القديم في الوقت الذي كانت فيه التقنيات الجديدة مثل الرمح والقوس والسهم ناشئة. باستثناء أستراليا، حيث غلبت تكنولوجيا رمي الرمح مثل وميرا، أصبح المقلاع شائعًا في كل أنحاء العالم، على الرغم أنه من غير الواضح ما إذا كان ذلك قد حدث بسبب الانتشار الثقافي أو اختراع مستقل.

### علم الآثار
بينما الكرات المقذوفة مُكتشفات شائعة في التاريخ الأثري، فالمقاليع نفسها نادرة. هذا لأن مواد المقلاع قابلة للتحلل ولأن المقاليع أسلحة منخفضة المستوى، يُحتفظ بها بشكل نادر في قبور الأثرياء.
عُثر على أقدم المقاليع المعروفة في مقبرة توت عنخ آمون، الذي توفي قرابة عام 1325 قبل الميلاد. عُثر على زوج من المقاليع جيدة الربط مع الأسلحة الأخرى. يُرجح أن المقلاع كان يصنع من أجل الفرعون المتوفى لاستخدامها في صيد الطرائد.
تم العثور على محذفة مصرية أخرى في اللاهون في الفيوم في مصر سنة 1914 بواسطة ويليام ماثيو فليندرز بيتري. وهي الآن موجودة في متحف بيتري للآثار المصرية. تم العثور عليها بجانب رأس رمح مصري. أرجع «بيتري» تاريخها إلى ما يقرب من سنة 800 قبل الميلاد. البقايا مقسمة إلى ثلاثة أقسام. على الرغم من قابليته للكسر، فإن البناء واضح: فهو مصنوع من نسيج الليف (بشكل شبه مؤكد من الكتان) المجدول؛ والحبال تكون مضفرة في تشكيل بيضاوي له 10 حزم ويبدو أن المهد منسوج من تشابكات من الطول نفسه تُستخدم لتكوين الأحبال.

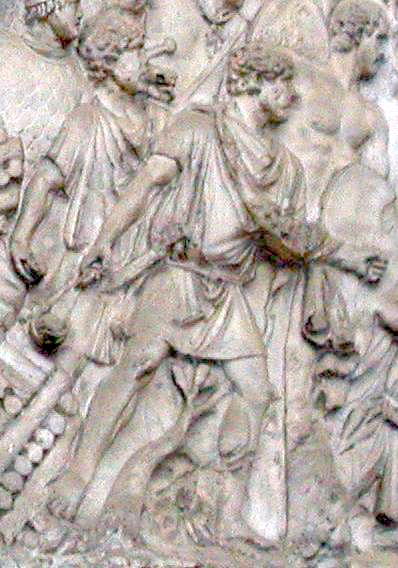
القاذفون بالمقاليع على عمود تراجان.

### التمثيلات القديمة
تمثيلات القاذفين بالمقاليع موجودة على التحف من جميع أنحاء العالم القديم، ويتضمن ذلك النقوش الأشورية ونقوش تاريخ مصر وأعمدة تراجان وماركوس أوريليوس، على العملات المعدنية وعلى نسيج البايو.

### التاريخ المكتوب
ذكر هومر المقلاع وكذلك العديد من الكتاب الإغريق الآخرين. مؤرخ التراجع الشهير لـ عشرة آلاف، 401 قبل الميلاد، يورد أن الإغريق عانوا بشدة بسبب القاذفين بالمقاليع في جيش أردشير الثاني الأخميني حاكم بلاد فارس، في حين أنهم أنفسهم لم يكن لديهم سلاح فرسان ولا قاذفون بالمقاليع، ولم يتمكنوا من الوصول للعدو بأسهمهم ورماحهم. تم تعويض ذلك النقص فيما بعد عندما تم تكوين مجموعة من 200 رودي يفهمون استخدام كرات الرصاص المقذوفة. تمكنوا، حسب قول زينوفون، من توجيه قذائفهم مرتين إلى قاذفي الإمبراطورية الفارسية، الذين استخدموا أحجارًا كبيرة.
يبدو أن المؤلفين كانوا على اعتقاد خاطئ بأن الكرات المقذوفة بإمكانها اختراق الدروع، وأن قذائف الرصاص، بسخونتها الناجمة عن مرورها خلال الهواء، ستذوب أثناء رحلتها. في المثال الأول، يبدو أن المؤلفين كانوا يشيرون إلى أن القذائف قد تسبب الإصابة عبر الدرع بتأثير صادم بدلاً من الاختراق.[بحاجة لمصدر] وفي الحالة الثانية يمكننا أن نتخيل أنهم كانوا متأثرين بدرجة التشوه التي تحدث للكرة المقذوفة بعد الاصطدام بسطح صلب.[بحاجة لمصدر]
تميز العديد من الشعوب القديمة بشهرتهم في مهارة استخدام المقلاع. يذكر ثيوسيديدز شعوب أكارنينيا ويشير ليفي إلى سكان المدن الإغريقية الثلاث على الساحل الشمالي من البيلوبونيز كونهم قاذفين بالمقاليع خبراء. يذكر ليفي كذلك أشهر القاذفين بالمقاليع المهرة القدامى: شعب جزر البليار. من بين هؤلاء الأشخاص يكتب ستاربو:وكان التدريب على استخدام المقاليع لديهم، منذ الطفولة وفيما يليها، يقتضي ألا يعطوا الخبز لأطفالهم إلا إذا أصابوه بالمقلاع.
كاتب الروماني الراحل فيجيتيوس كتب، في كتابه De Re Militari:
يجب تدريب المجندين على فن رمي الحجارة باليد وبالمقلاع . يُقال إن سكان جزر البليار هم مخترعو المقاليع، وأنهم تعاملوا معها ببراعة كبيرة، بسبب طريقة تربية أطفالهم. لم يُسمح للأطفال أن يأخذوا الطعام من أمهاتهم إلا إذا أصابوه بقاذفتهم أولاً. الجنود، بصرف النظر عن الدرع الدفاعي لهم، تزعجهم الأحجار الدائرية للقذائف أكثر من جميع أسهم العدو. الصخور تقتل بدون تشويه الجسم، وتكون الكدمة قاتلةً بدون فقد الدماء. من المعروف عالميًا أن القدماء جندوا القاذفين بالمقلاع في جميع معاركهم. هناك سبب أكبر لأمر جميع القوات، بدون استثناء، بهذا التدريب، حيث لا يمكن أن يتحمل المقلاع أي عبء، وكثيرًا ما يكون مفيدًا جدًا، خاصةً عندما يكونون مضطرين إلى الاشتباك في المناطق الصخرية، للدفاع عن جبل أو مرتفع أو لصد عدو عند الهجوم على قلعة أو مدينة.

#### ذكر المقاليع في الكتاب المقدس
المقلاع مذكور في الإنجيل، الذي يورد ما يُعتقد أنه أقدم مرجع نصي للمحذفة في سفر القضاة، 20:16. يُعتقد أن هذا النص كُتب قرابة عام 1000 قبل الميلاد، ولكنه يُشير إلى أحداث منذ قرون متعددة في الماضي.
يورد الإنجيل أيضًا واحدة من قصص القاذفين بالمقاليع الأكثر شهرةً، وهي المعركة بين داوود وجالوت من سفر صموئيل الأول 17:34-36، الذي كُتب على الأرجح في القرن السابع أو السادس قبل الميلاد، واصفًا أحداث يُزعم أنها حدثت قرابة القرن العاشر قبل الميلاد. وقد كان المقلاع، باحتياجه لموارد قليلة وسهولة إنتاجه، السلاح المفضل للرعاة في الحقل بسبب فائدته في إبعاد الحيوانات. بسبب هذه الحقيقة كان استخدام المقلاع شائعًا عند قوات بني إسرائيل. كان جالوت محاربًا طويلاً مجهزًا جيدًا وذا خبرة. في هذه القصة، يُقنع الراعي داوود شاؤول بالسماح له بقتال جالوت نيابةً عن بني إسرائيل. بدون درع ومجهزًا بمحذفة فقط، هزم داوود المحارب جالوت بضربة مسددة بدقة إلى الرأس. تؤكد القصة أنه على الرغم من أن المقلاع سلاح منخفض المستوى، فإنه لا يجب أن يُستهان به عندما يكون في يدٍ خبيرة.
استخدام المقلاع مذكور أيضًا في سفر الملوك الثاني 3:25، الإصحاح الأول 12:2، والإصحاح الثاني 26:14 لمزيد من التوضيح لاستخدام بني إسرائيل.

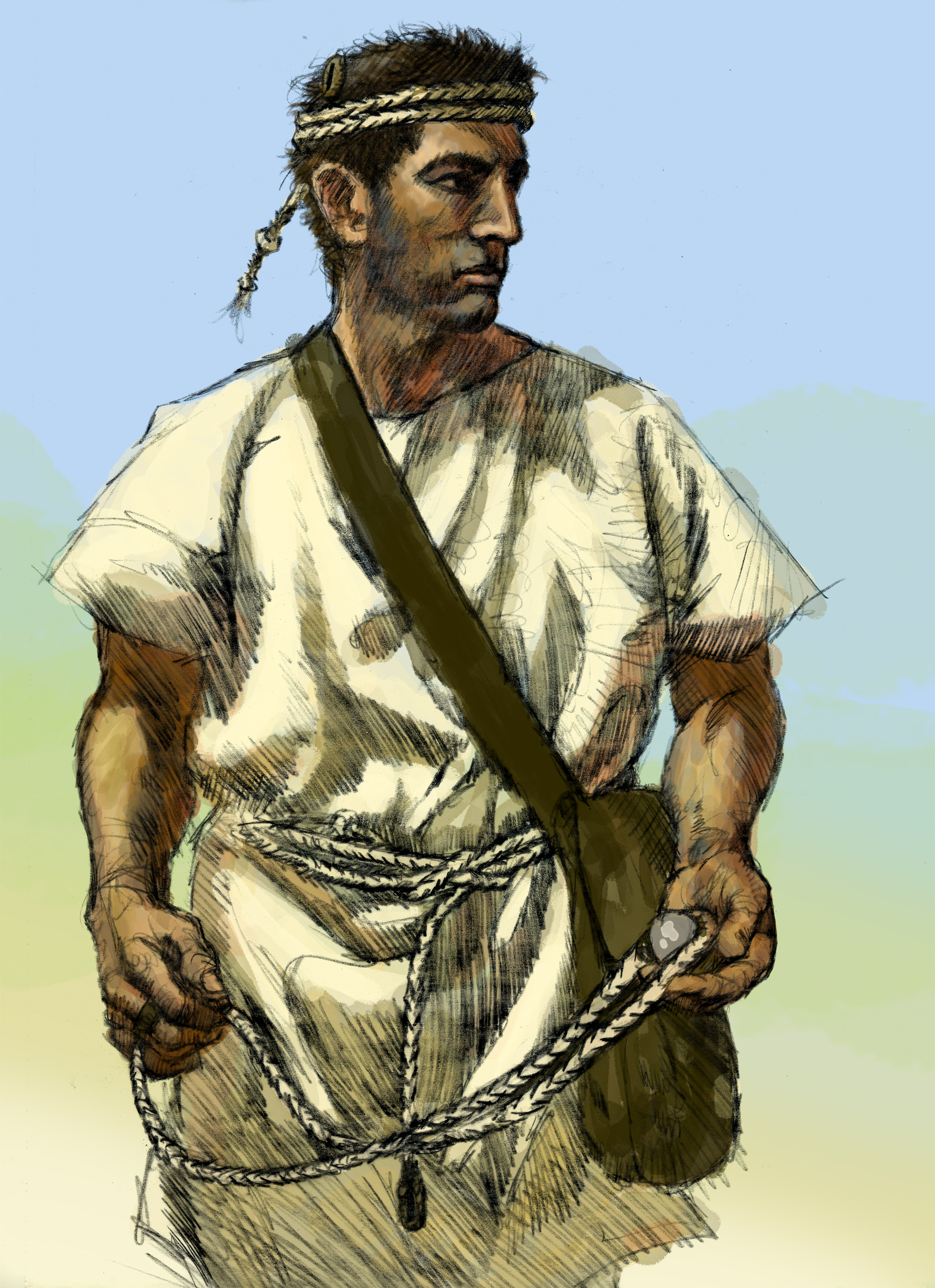
قاذف من جزر البليار (الشهيرة بمهارة قاذفيها).

### القتال
من الواضح أن العديد من الشعوب القديمة استخدموا المقلاع في القتال وأن الجيوش المنظمة تضمنت قاذفين بالمقاليع متخصصين وكذلك تجهيز جنود نظاميين بالمقاليع كسلاح احتياطي. كـسلاح، كان للمحذفة العديد من المزايا الواضحة. بشكل عام، كرة القذيفة الملقاة في مسارٍ عالٍ بإمكانها تحقيق نطاقات تقترب من 400 m; ضعف الرقم القياسي العالمي لموسوعة جينيس الحالي للمسافة التي يقطعها مقذوف بمحذفة يقف عند 477.0 مترًا، والذي حققه ديفيد إنجفول سنة 1992 باستخدام سهم معدني. حمل «لاري براي» الرقم القياسي العالمي السابق (1982)، حيث تم رمي حجر يزن 52 جم إلى مسافة 437.1 متر. وتختلف السلطات المحلية بشكل كبير في تقديراتها للنطاق الفعال للأسلحة القديمة وبالطبع كان من الممكن استخدام الأقواس والأسهم كذلك في إنتاج مسار منحنٍ طويل المدى، ولكن أكد الكتاب القدامى بشكل متكرر على ميزة النطاق للمحذفة. كان المقلاع خفيف الوزن لحمله ورخيص لشرائها؛ وكانت الذخيرة في شكل الأحجار متاحة وكثيرة الوجود بالقرب من موقع المعركة. النطاقات التي أمكن للمحذفة تحقيقها برأس مصبوبة من الرصاص لا يفوقها إلا القوس المركب القوي أو، بعد ذلك الوقت بقرون، القوس الإنجليزي الطويل الثقيل، اللذان يتميزان بتكلفتهما الأعلى بكثير.
كثيرًا ما يُعثر على مخابئ ذخيرة المقاليع في مواقع العصر الحديدي في حصون التلال في أوروبا. عُثِرَ على 40000 حجر مقلاع في قلعة مايدن بدورست. يُفترض أن حصون التلال في العصر الحديدي في أوروبا كانت مُصمَمة لزيادة فعالية القاذفين بالمقاليع الدفاعيين.
كان من الممكن أن يمنح موقع الحصون الخشبية في أعلى التلال القاذفين بالمقاليع الدفاعيين أفضلية النطاق أمام المهاجمين والمتاريس المتركزة المتعددة، حيث إن كلاً منها أعلى من الآخر، وهو ما من شأنه السماح لعدد كبير من الرجال أن يصنعوا وابلاً من الحجارة. بالتوافق مع هذا، تمت ملاحظة أنه، بشكل عام، حيثما كان المنحدر الطبيعي شديد الانحدار، تكون الدفاعات ضيقة وحيثما كان المنحدر أقل انحدارًا، تكون الدفاعات أكثر اتساعًا.

### البناء
المقلاع القياسي مضفر من مادة غير مطاطية. المواد القياسية هي الكتان أو القنب أو الصوف؛ المواد الخاصة بسكان جزر البليار قيل أنها مصنوعة من أحد أنواع جانكاسي راش (أسلية). الكتان والقنب يقاومان التعفن، ولكن الصوف أنعم وأكثر راحة.
تُستخدم الحبال المظفرة مفضلةً عن الحبل الملفوف لأن الضفيرة تقاوم الالتفاف عند الامتداد. وهذا يحسن الدقة.[بحاجة لمصدر]
قد يختلف الطول الكلي للمحذفة بشكل كبير وقد يمتلك القاذف مقاليع بأطوال مختلفة. ويُستخدم المقلاع الأطول عندما يكون النطاق الأكبر مطلوبًا. الطول الذي يصل إلى 61 إلى 100 سـم (2.00 إلى 3.28 قدم) يُعتبر قياسيًا.
في مركز المقلاع، يُبْنَى مهد أو جراب. يمكن تكوين ذلك بصناعة ضفيرة واسعة من نفس مادة الحبال أو بإدخال قطعة من مادة مختلفة مثل الجلد. يأخذ المهد في المعتاد شكل الماسة، وأثناء استخدامه، ينطوي حول القذيفة. لبعض المهود فتحة أو منفذ يسمح بالتفاف المادة حول القذيفة بلطف وبالتالي الإمساك بها بشكل أكثر أمانًا؛ وتأخذ بعض المهود شكلاَ شبكيًا.
على طرف أحد الحبال، تتكون حلقة إصبع. يُسمى هذا الحبل بحبل الارتجاع.[بحاجة لمصدر] على طرف الحبل الآخر جرت العادة أن يتم تكوين عقدة.[بحاجة لمصدر] يُسمى هذا الحبل بحبل التحرير. يتم الإمساك بحبل التحرير بين أحد الأصابع والإبهام لتحريره في اللحظة المناسبة. قد يحتوي حبل التحرير على الضفيرة المركبة لإضافة الحجم إلى الطرف. وهذا يجعل الإمساك بالعقدة أسهل ويسمح الوزن الإضافي بتفريغ الطرف الحر من المقلاع المفرغ بضربة خفيفة بالمعصم.[بحاجة لمصدر]
البوليستر مادة ممتازة للمقاليع الحديثة، لأنها لا تتعفن أو تتمدد وهي ناعمة وخالية من الشظايا.[بحاجة لمصدر]
تبدأ المقاليع الحديثة بربط الحبل لحلقة الإصبع في مركز مجموعة الجبال مزدوجة الطول.[بحاجة لمصدر] تنطوي بعد ذلك الحبال لتكوين حلقة الإصبع. تُربط الحبال كحبل واحد بالجيب. يتم بعد ذلك ربط الجيب، بشكل أبسط كزوج آخر من الحبال، أو بضفائر مسطحة أو شبكة مغزولة. يُربط باقي المقلاع كحبل واحد، ثم ينتهي بعقدة. البناء المظفر يقاوم التمدد، وبذلك ينتج محذفة دقيقة.[بحاجة لمصدر]

### الذخيرة

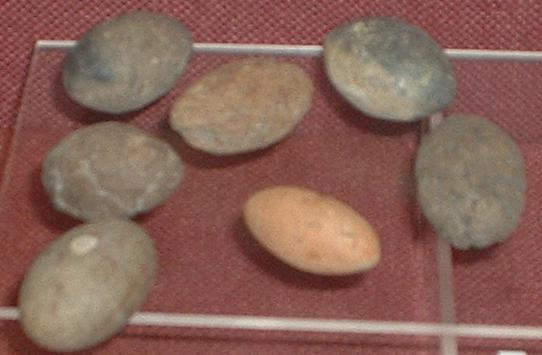
قذائف المحذفة المصنوعة من الطين المصنع موجودة في Ham Hill العصر الحديدي حصن التل.

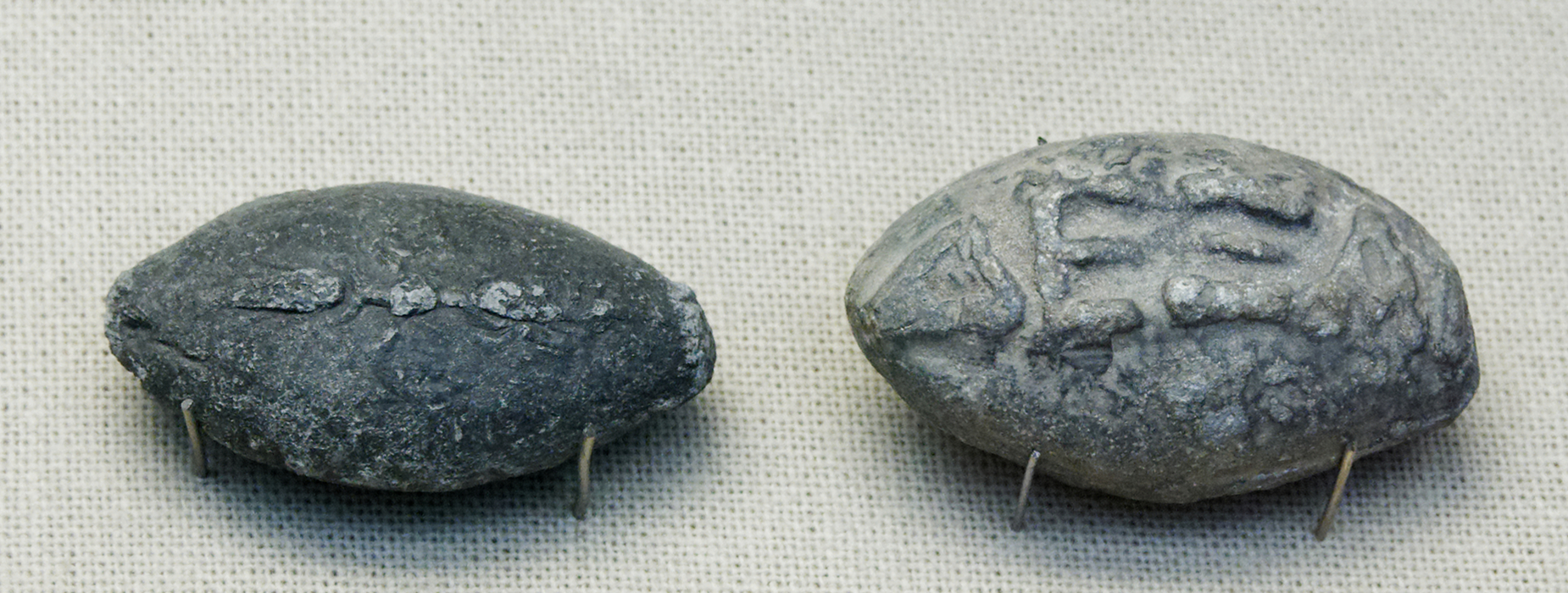
الإغريق القديمة قذائف المقاليع الرصاصية المحفور على أحد جوانبها «الصاعقة المجنحة» والنقش "ΔΕΞΑΙ" (Dexai) الذي يعني «خذ هذا» أو «التقط» على الجانب الآخر، القرن الرابع قبل الميلاد، من أثينا، المتحف البريطاني.

تمثل أبسط المقذوفات في الأحجار، ويفضل ذو الاستدارة الجيدة. الذخيرة المناسبة كثيرًا ما تكون من نهر. قد يختلف حجم القذيفة بشكل كبير، من الحصى الذي لا يزن أكثر من 50 جرامًا (2 أوقية) إلى الأحجار في حجم القبضة التي تزن 500 جرام (1 رطل) أو أكثر.
أمكن أيضًا أن تتم صناعة المقذوفات من الطين لغرض ما؛ وسمح ذلك بتوافق كبير في الحجم والشكل لمساندة النطاق والدقة. تم العثور على العديد من الأمثلة في السجل الأثري.
كانت أفضل الذخائر هي الصب من الرصاص. كانت قذائف الرصاص شائعة الاستخدام في العالم الإغريقي والروماني. بالنسبة لكتلة معينة، الرصاص، كونه شديد الكثافة، يمنح الحجم الأدنى وبالتالي يقاوم الهواء. بالإضافة إلى ذلك، القذائف الرصاصية صغيرة وتصعب رؤيتها في الهواء.
في بعض الحالات، يمكن صب الرصاص في قالب بسيط مفتوح يُصنع بدفع إصبع أو إبهام في الرمال وصب المعدن المذاب في الحفرة. على الرغم من ذلك، جرت العادة أن تُصب الكرات المقذوفة في قوالب من جزأين. مثل هذه الكرات المقذوفة تأتي في عدد من الأشكال يشمل الشكل الإهليلجي الذي يشبه البلوطة كثيرًا - وقد يكون هذا هو أصل الكلمة اللاتينية التي تعبر عن كرة مقذوفة من الرصاص: glandes plumbeae (التي تعني حرفيًا البلوطة الرصاصية) أو ببساطة glandes (التي تعني البلوط، ومفردها glans).
الأشكال الأخرى تشمل الكروي، والأكثر شيوعًا على الإطلاق، المخروطي المزدوج، الذي يشبه شكل قشرة اللوز أو البندق أو كرة القدم الأمريكية المسطحة.
يبدو أن القدماء لم يستغلوا عملية التصنيع لإنتاج نتائج متوافقة؛ فالكرات المقذوفة الرصاصية تختلف بدرجة كبيرة. سبب تفضيل الشكل اللوزي غير واضح: من الممكن أن تكون هناك ميزة هوائية حركية، ولكن يبدو بنفس درجة الاحتمال أن هناك سببًا ضعيفًا كأن يكون هذا الشكل سهل الاستخراج من القالب أو أنه يستقر في مهد المقلاع مع ضعف خطورة تدحرجه إلى الخارج.
كان طول الكرات المقذوفة الرصاصية ذات الشكل اللوزي 35 ملم (1.3/8 بوصة) وكان عرضها يقترب من 20 ملم (3/4 بوصة) تقريبيًا 28 غ (0.99 أونصة). كثيرًا جدًا ما كانت تتم قولبة الرموز أو الكتابات في الكرات الرصاصية المقذوفة. تم العثور على العديد من الأمثلة تتضمن مجموعة من حوالي 80 كرة مقذوفة من حصار بيروجيا في إتروريا من سنة 41 قبل الميلاد، وهي الآن موجودة في متحف بيروجيا الحديثة. أمثلة الرموز تشمل مصابيح إنارة ذات شكل جمالي وأفعى وعقرب - للتذكير بأن المقاليع قد تضرب بدون سابق إنذار. الكتابة قد تشمل اسم الوحدة العسكرية المالكة أو القائد أو قد تكون تخيلية بدرجة أكبر: «خذ هذا،» و«آه» وحتى «لظهر بومبيوس الكبير» بومبي"" لزيادة الطين بلة، بينما dexai («خذ هذا» أو «أمسك») هي عبارات للتهكم فقط.
كتب يوليوس قيصر عن تسخين طلقة الطين قبل قذفها، حتى تستقر بسهولة على القش.

## المقلاع في فترة العصور الوسطى

### أوروبا
بحلول العصور الوسطى كانت محذفة الراعي قد انقرضت عسكريًا بشكل كبير خارج شبه جزيرة أيبيريا، حيث فضلها المشاة الإسبان والبرتغاليون في حربهم ضد القوات المغربية التي تتميز بالخفة والرشاقة؛ ذلك أنه على الرغم من أن قذيفة المقلاع تكون خطيرة حتى في مواجهة خصم مدرع، فإنها تكون أيضًا مميتة في مواجهة العدو الخفيف وغير المدرع. محذفة الفريق (انظر أدناه) استمر استخدامها في حالات الحصار واستُخدم المقلاع جزءًا من معدات الحصار الكبيرة.
استمر استخدام المقلاع في اصطياد الطرائد.

### الأمريكتان
عُرف المقلاع عبر الأمريكتين.

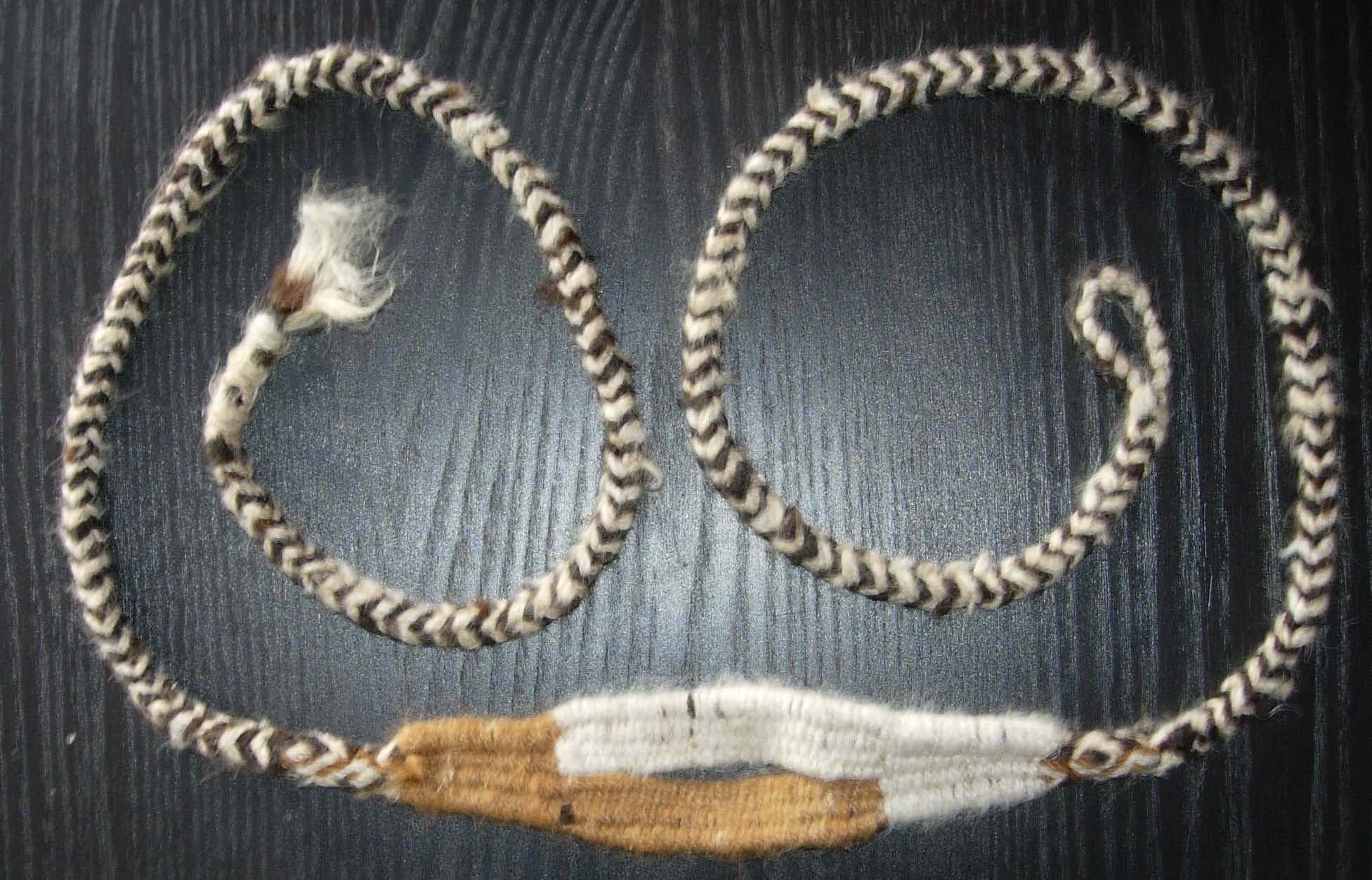
محذفة من أمريكا الجنوبية مصنوعة من صوف الألبكة

في حضارات الأنديز القديمة مثل إمبراطورية الإنكا حيث كانت المقاليع تُصنع من صوف اللاما. عادة ما يكون لهذه المقاليع مهود طويلة ورفيعة وبها شق طويل نسبيًا. كانت مقاليع الأنديز تُصنع من ألوان متضادة من الصوف؛ وضفائر مركبة وتُنتج الحرفية الكبيرة أنماطًا جميلة. كانت المقاليع الاحتفالية تُصنع كذلك، وكانت كبيرة، وغير عملية وكانت عديمة الشق. إلى يومنا هذا، تُستخدم المقاليع الاحتفالية في أجزاء من الأنديز كإكسسوارات في الرقصات والمعارك الوهمية. تُستخدم أيضًا بواسطة رعاة اللاما؛ فالحيوانات تتحرك بعيدًا عن ضربات الأحجار. لا تُقذف الأحجار لإصابة الحيوانات، ولكن لإقناعها بالتحرك في الاتجاه المرغوب فيه.
اُستخدم المقلاع في الصيد والمحاربة. من الاستخدامات الجديرة بالذكر في مقاومة الإنكا ضد الغزاة. يبدو أن هذه المقاليع كانت قوية جدًا؛ في 1491: الاكتشافات الجديدة للأمريكتين قبل كولومبوس، المؤرخ تشارلز س مان اقتبس مقولة أحد الغزاة، الذي قال إن محذفة الإنكا «بمقدورها كسر سيف إلى جزأين» و«قتل حصان.» بعض المقاليع تقذف بأحجار كبيرة وقد يمتد نطاقها إلى ما قد يصل 86 بوصة (2.18 م) وقد تزن 14.4 أوقية (408 جرامات) 

## المتغيرات

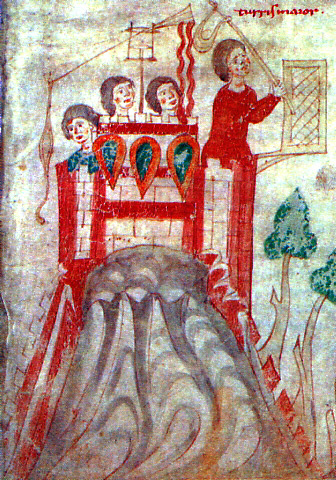
الوسطى مقاليع الجر بجانب المقاليع الجماعية

### مقلاع العصا
يتكون مقلاع العصا (fustibalus باللاتينية، fustibale بالفرنسية) من طاقم (قطعة من الخشب) مع مقلاع قصير عند أحد الطرفين. أحد حبلي المقلاع متصل بقوة بالعصا والآخر به حلقة يمكنها الانزلاق وإطلاق القذيفة. المقاليع الجماعية قوية جدًا لأنه يمكن صناعة العصا إلى طول قد يصل إلى مترين، مكونة رافعة قوية. يُظهر الفن القديم القاذفين بالمقاليع وهم يحملون المقاليع الجماعية من أحد طرفيها، مع وجود جيب خلفها، وهم يستخدمون اليدين في رمي الهراوات إلى الأمام من فوق رؤوسهم.
لمقلاع العصا مدى مماثل لمقلاع الراعي، ويمكن أن تكون بدقة الأيدي الماهرة. وهي مناسبة بشكل عام للقذائف الأثقل ومواقف الحصار حيث يمكن المقاليع الجماعية تحقيق مسارات منحدرة جدًا للقذف من فوق العقبات مثل جدران القلاع. يمكن للعصا نفسها أن تصبح سلاحًا للقتال القريب في المعركة. يمكن بمقلاع العصا رمي قذائف ثقيلة جدًا إلى مسافة أكبر بكثير وعلى قوس أعلى من المقلاع اليدوي. مقاليع العصا كانت تُستخدم جيدًا في عصر البارود، كقاذفات القنابل وكانت تستخدم في القتال بين السفن لرمي المواد الحارقة أيضًا.

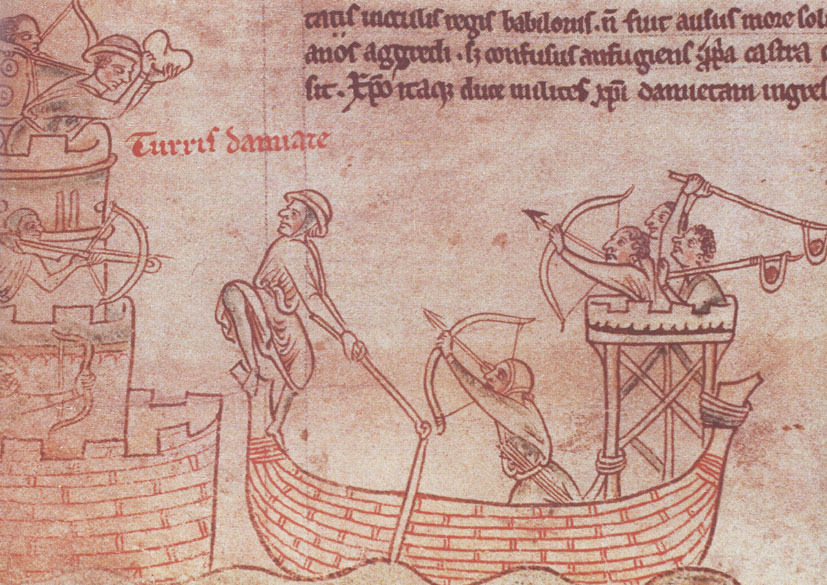
قاذفو العصي في العصور الوسطى (القلعة الحصينة)

### الكستروس (Kestros)
كستروس [الإنجليزية] (المعروفة أيضًا بالأسماء kestrosphendone أو cestrus أو cestrosphendone) هو سلاح قذف مثير للاهتمام ذكره ليفي (Livy) وبوليبيوس (Polybius). يبدو أنه كان رمحًا انطلق من مقلاع جلدي. اخترعته القوات المقدونية للملك برسيوس (Perseus ) في الحرب المقدونية الثالثة سنة 168 قبل الميلاد .

### معدات الحصار
كان منجنيق الشد آلة حصار يستخدم قوة الإنسان لجذب الحبال أو الطاقة المخزنة في وزن مرفوع لإدارة ما كان في الأصل مقلاع العصا. صُمم بحيث، عند أرجحة ذراع المقذاف إلى الأمام بالقدر الكافي، ينفصل أحد طرفي المقلاع تلقائيًا ويحرر القذيفة. بعض المقاذيف كانت صغيرة وتُشَغَّل بواسطة طاقم صغير جدًا؛ على الرغم من ذلك، على خلاف المنجنيق الروماني، كان من الممكن بناء المقذاف على نطاق واسع: فمثل هذه الأسلحة العملاقة بإمكانها قذف الأحجار الكبيرة على نطاقات عملاقة. المقاذيف هي في الأصل مقاليع ميكانيكية.

## المقاليع اليوم

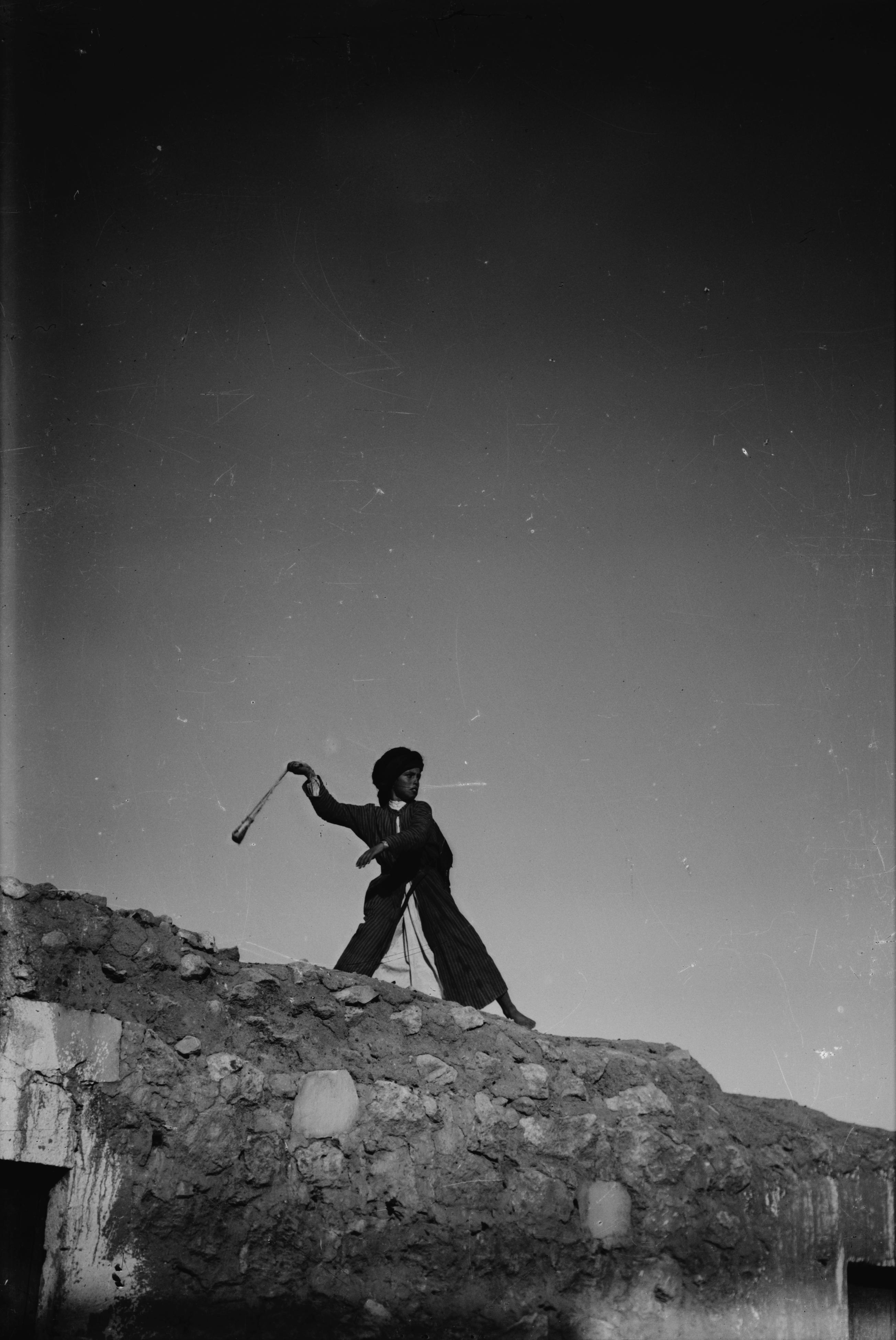
راع فلسطيني شاب يستخدم محذفة

المقاليع التقليدية الكلاسيكية المصنوعة من الصوف ما زالت تُستخدم في الشرق الأوسط من جانب البدو العرب لطرد بنات آوى والضباع. واستُخدمت كذلك أثناء الانتفاضات الفلسطينية المتعددة ضد أفراد جيش الكيان الصهيوني .يُستخدم المقلاع اليوم كسلاح بشكل أساسي بواسطة المحتجين في أنحاء العالم، الذين يقذفون إما الأحجار أو المواد الحارقة، مثل قنابل المولوتوف. استخدمت الكتائب العالمية المقاليع لرمي الأحجار أثناء الحرب الأهلية الإسبانية. بشكل مشابه، استخدم فنلندا قنابل المولوتوف المقذوفة في حرب الشتاء ضد دبابات السوفييت. استُخدمت المقاليع في اضطرابات 2008 في كينيا.
يجذب المقلاع الرياضيين المُهتمين، على سبيل المثال، بتحطيم الأرقام القياسية للمسافة. لا تزال ممارسة القذف التقليدي تتم كما كان الحال في جزر البليار. والمنافسات والفرق مشتركة. في باقي أنحاء العالم يُعتبر المقلاع سلاحًا للهواية يصنعه عدد متزايد من الأشخاص ويمارسونه. في السنوات الأخيرة «احتفالات المقاليع» انعقدت في وايومنغ، الولايات المتحدة الأمريكية، في سبتمبر 2007 وفي ستافوردشاير، إنجلترا، في يونيو 2008.
طبقًا لـكتاب جينيس للأرقام القياسية، الرقم القياسي الحالي لأكبر مسافة مُحققة في رمي شيء من محذفة هو: 477.10 م (1,565 قدم 3 بوصة)، باستخدام 127 سـم (50 بوصة) محذفة طويلة و62 غ (2.2 أونصة) رمح. تم تحقيق هذا الرقم بواسطة "ديفيد إنجفول" في Baldwin Lake، كاليفورنيا، الولايات المتحدة الأمريكية، في 13 سبتمبر 1992. أما من يتميزون بانحناء تقليدي بدرجة أكبر فهم يفضلون رقم جينيس القياسي لرمي حجر: 437.10 م (1,434 قدم 1 بوصة)، باستخدام 129.5 سـم (51.0 بوصة) محذفة طويلة و52 غ (1.8 أونصة) حجر بيضاوي، الذي حققه "لاري براي في لوا، يوتاه، الولايات المتحدة الأمريكية في 21 أغسطس 1981.
قد يتم استخدام القواعد المتعلقة باستخدام المقلاع على نطاق أكبر في المستقبل؛ وهناك عروض لدفع الحبال لسفينة الفضاء، التي تُعتبر محذفة كبيرة الحجم لدفع سفينة الفضاء.

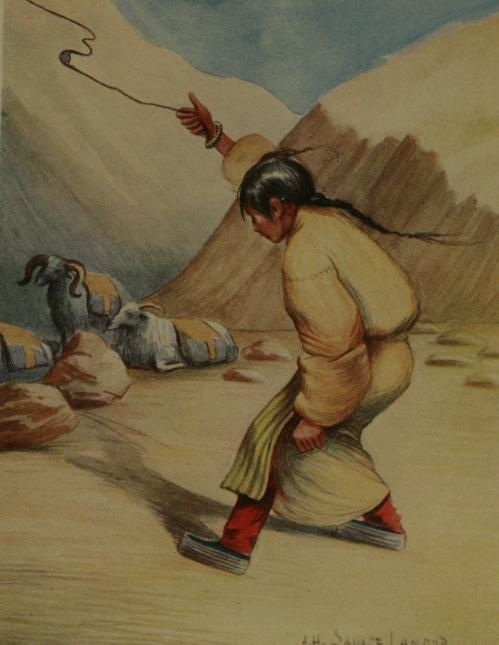
فتاة من التبت تحرس قطيعًا من الماعز تقذف حجرًا صغيرًا.

## أساليب القذف
تتطلب الرمية الماهرة دورانًا سريعًا واحدًا. يقوم بعض القاذفين بالمقاليع بإدراة المحذفة ببطء مرة أو مرتين لوضع القذيفة في المهد.
يقوم أحدهم بالرمي باليد، باستخدام المقلاع لمد ذراعه. هذه الحركة مشابهة لدحرجة كرة الكريكيت. يعتبر ذلك دقيقًا إلى حد ما، وغريزيًا ويتميز بالقوة. يواجه كل منها الاتجاه المعاكس للهدف بزاوية 60 درجة، مع اليد الأكثر ضعفًا للشخص بالقرب من الهدف. الحركة المنسقة تتضمن تحريك كل أجزاء الجسم، الأرجل والخصر والأكتاف والأذرع والمرافق والمعصم في اتجاه الهدف لإضافة أكبر سرعة ممكنة للحجر. ويقوم أحدهم بتحرير القذيفة بالقرب من قمة الأرجوحة، حيث تستمر القذيفة بشكل شبه موازٍ لسطح الأرض.
من الطرق الأخرى للتحرير التي يُقال إن القاذفين بالمقاليع يفضلونها للإطلاق نحو أهداف متجمعة أو متكتلة برمية خادعة. هذه الحركة مشابهة لرمي الكرة اللينة. يكون قوس المسار عاليًا نسبيًا. يقف الرامي على زاوية 60 درجة من الهدف، ويأخذ خطوة واحدة للأمام بعيدًا عن قدم السحب، مما يسمح للمحذفة بالتحرك إلى الأمام. يُقال أن هذه الطريقة تؤدي إلى زيادة الطول، مع التخلي عن الدقة. خمن العديد من المؤرخين أن هذه الطريقة كانت الأكثر استخدامًا في المحاربة في القِدم بسبب عملية استخدامها.
هناك أيضًا التحرير الجانبي، الذي تدور الرمية فيه. هذه الرميات تسبب سهولة فقدان الهدف بتحرير القذيفة في وقت مختلف إلى حد ما. يمكن رؤية طرق القذف الأخرى، ولكن العديد من السلطات استنكرتها.

## الحواشي
1. 1 2  منير البعلبكي؛ رمزي البعلبكي (2008). المورد الحديث: قاموس إنكليزي عربي (بالعربية والإنجليزية) (ط. 1). بيروت: دار العلم للملايين. ص. 1093. ISBN:978-9953-63-541-5. OCLC:405515532. OL:50197876M. QID:Q112315598.
2. ↑  Team, Almaany. "تعريف و شرح و معنى حذف بالعربي في معاجم اللغة العربية القاموس المحيط - معجم عربي عربي صفحة 1". www.almaany.com (بالإنجليزية). Retrieved 2022-02-15.
3. ↑  Image of sling from the Tomb of Tutankhamen. نسخة محفوظة 04 مارس 2008 على موقع واي باك مشين.
4. ↑  Image of the Lahun sling and reconstruction by Burgess. نسخة محفوظة 10 ديسمبر 2006 على موقع واي باك مشين.
5. ↑  William Smith, LLD. William Wayte. G. E. Marindin (1890). "Image "Soldier with sling. (From the Column of Trajan)"". A Dictionary of Greek and Roman Antiquities. London: John Murray.
6. ↑  "The Iliad of Homer, translated by Cowper". Gutenberg.org. 5 أغسطس 2005. مؤرشف من الأصل في 2018-08-20. اطلع عليه بتاريخ 2010-09-12.
7. ↑  "Xenophon, Anabasis, chapter III". Gutenberg.org. 1 يناير 1998. مؤرشف من الأصل في 2008-05-14. اطلع عليه بتاريخ 2010-09-12.
8. ↑  لوكريتيوس, On the Nature of Things--
"Just as thou seest how motion will o'erheat /
And set ablaze all objects, - verily /
A leaden ball, hurtling through length of space, /
Even melts." نسخة محفوظة 19 أكتوبر 2012 على موقع واي باك مشين. [وصلة مكسورة]
9. ↑  فيرجيل, The Aeneid, Book 9, Stanza LXXV – "His lance laid by, thrice whirling round his head /
    The whistling thong, Mezentius took his aim. /
    Clean through his temples hissed the molten lead, /
And prostrate in the dust, the gallant youth lay dead." نسخة محفوظة 03 مارس 2016 على موقع واي باك مشين.
10. 1 2 3  "Lead sling bullet; almond shape; a winged thunderbolt on one side and on the other, in high relief, the inscription DEXAI "Catch!"". مؤرشف من الأصل في 2012-02-14. اطلع عليه بتاريخ 2012-04-30.
11. ↑  "Digital | Attic - Warfare: De Re Militari Book I: The Selection and Training of New Levies". Pvv.ntnu.no. مؤرشف من الأصل في 2012-07-16. اطلع عليه بتاريخ 2010-09-12.
12. ↑  Yigael Yadin, The Art of Warfare in Biblical Lands (Jerusalem: International Publishing Company, 1963), 34-35
13. ↑  Harrison, Chris (Spring 2006). "The Sling in Medieval Europe". The Bulletin of Primitive Technology. ج. 31. مؤرشف من الأصل في 2019-06-04.
14. ↑  Paul Campbell. "The Chumash Sling". ABOtech.com. مؤرشف من الأصل في 2007-11-07. اطلع عليه بتاريخ 2007-05-16.
15. ↑  Mann, pg. 84.
16. ↑  "Slings from Peru and Bolivia". Flight-toys.com. 18 فبراير 2010. مؤرشف من الأصل في 2017-10-07. اطلع عليه بتاريخ 2010-09-12.
17. ↑  Jane Penrose. Slings in the Iron Age. مؤرشف من الأصل في 2013-12-05. اطلع عليه بتاريخ 2010-06-30.
18. ↑  "Ethnic Clashes in Kenya". New York Times. 3 فبراير 2008. مؤرشف من الأصل في 2015-11-18.
19. ↑  Jeffrey Gettleman (1 فبراير 2008). "Second Lawmaker Is Killed as Kenya's Riots Intensify". New York Times. مؤرشف من الأصل في 2018-04-01.

## وصلات خارجية
- Slinging.org موارد لمتحمسي الرمي.
- أسلحة القذف تطور أسلحة القذف
- المحذفة - السلاح القديم
- رياضة وترفيه لشعب اليونان، جوزيف ستروت، 1903.
- فوندا، وويليام سميث مرجع للتحف الإغريقية والرومانية.